# 華王大飯店
華王大飯店曾是高雄市的五星級飯店之一，是高雄市的老字號飯店。2019年11月停業。

## 飯店簡介
華王大飯店成立於1968年，隸屬大統集團，創辦人為吳耀庭，座落於傳統街區鹽埕區，在當時可是國內第一座鋼骨結構的建築，在尚未蛻變的高雄市建築中更加顯得突出。佔地面積約五百坪，總營業面積約五千坪，分為地下一層、地上十五層，樓高約45公尺，視野極佳，為高雄早期地標之一。擁有300間豪華客房，並設有港式、西式餐廳、酒吧、會議廳、表演舞台及豪華宴會廳。
華王大飯店1967年1月6日舉行破土典禮，當日冠蓋雲集，除吳耀庭夫婦外，高雄市政府主任秘書黃麗川、高雄市議會主任秘書蔡景軾分別代表市長陳啟川及議長王玉雲出席，中國國民黨高雄市黨部、高雄美國新聞處、日本國駐高雄總領事館亦均派代表出席，可見各界對其之重視。
早期入住華王大飯店的客人，都是當時知名的人物；當時還設有理髮美容服務，後則改建為「夢娜麗莎廳」。華王大飯店開幕時曾因太過豪華，不少人誤以為價錢很高而不敢入住，第一年差點經營不下去；之後前鎮加工出口區陸續有外商來台投資，住房率才漸漸好轉。
華王大飯店最經典的莫過於一樓大廳的世界電子時鐘，銀色的金屬圓柱，上面放著一顆地球，圓柱上頭顯示台灣目前的時間。這座電子鐘是知名品牌SEIKO在華王開幕時所贈送，全世界只有兩座，非常稀有。
黨外人士常在華王飯店聚餐或舉辦活動，包含1978年11月18日楊青矗在此舉辦的民主餐會。

## 週邊
- 愛河
- 真愛碼頭
- 駁二藝術特區
- 壽山

## 交通資訊

### 高雄捷運
- █橘線O2鹽埕埔站：4 號出口-大勇路與五福路交叉口, 步行約7鐘即可抵達。

### 高雄環狀輕軌
- █C11真愛碼頭站：步行約6鐘即可抵達。

## 外部連結
- （繁體中文）（简体中文）（英文）（日語）華王大飯店 （页面存档备份，存于）
- 華王大飯店-波麗露西餐廳 - 高雄旅遊網[永久]
- 高雄華王大飯店粉絲的Facebook專頁